# Piye
Piye, nevét régebbi szakkönyvek Pianhi formában írták át, (? – i. e. 714.) az ókori Kusita Királyság uralkodója, majd egyiptomi fáraó, a XXV. dinasztia alapítója. I. e. 744–714 között uralkodott. Napatából kormányzott, Núbia (a mai Szudán) területéről.

## Neve
Két uralkodói nevet vett fel: Uszermaatré és Szenoferré. Korábban úgy tartották, hogy a Menheperré nevet is használta, de mára bebizonyosodott, hogy ez egy thébai helyi uralkodó, Ini neve volt, aki Piye kortársa volt és szembeszállt vele. Mint minden núbiai uralkodó, Piye is rendkívül fontosnak tartotta Ámon isten tiszteletét. Számos egyiptomi szobrász és kőműves alkalmazásával felújíttatta a Gebel Barkal-i, pusztulófélben lévő Ámon-templomot, melyet még III. Thotmesz építtetett.

## Családja
Piye Kasta kusita király és Pebatjma fia volt. Három vagy négy felesége ismert: Abar, aki utódja, Taharka anyja volt, valamint Tabiri (Alara núbiai király lánya), Pekszater és talán Hensza (Piye testvérei).
Számos gyermeke ismert:
- Sabataka király, akit Piye fiaként[7] vagy fivéreként említenek.[6][8]
- Taharka király, Abar királyné fia, aki (nagy)bátyja, Sabataka és nagybátyja, Sabaka után trónra lépett.[6]
- II. Sepenupet, Ámon isteni felesége Thébában fivére, Taharka uralkodása alatt.[6]
- Kalhata, Sabaka felesége, Tanutamon anyja.[6]
- Tabekenamon, Taharka felesége.[6]
- Naparaye, Taharka felesége.[6]
- Takahatenamon, Taharka felesége.[6]
- Arti, Sabataka felesége.[6]
- Har; lánya, Uadzsrenesz (Montuemhat kormányzó felesége) áldozati asztaláról ismert a thébai TT34 sírból.[6]
- Haliut, Kanad kormányzója egy Gebel Barkal-i sztélé szerint.[6]

Mutirdisz hercegnőt, Hathor és Mut thébai főpapnője, a thébai TT410 sír tulajdonosát korábban Piye lányának tartották, Kenneth Kitchen szerint egy Menheperré Hmuni nevű hermopoliszi helyi uralkodóé, de az is lehet, hogy Menheperré Ini thébai uralkodóé.

## Egyiptom meghódítása
Núbia és Felső-Egyiptom uralkodójaként Piye kihasználta az egyiptomi uralkodók viszálykodását és kiterjesztette uralmát Thébán túl, Alsó-Egyiptomba is. Válaszként Szaisz uralkodója, Tefnaht koalíciót hozott létre a Delta-régió helyi királyaiból és átcsábította a maga oldalára az addig Piyéhez hű Nimlot hermopoliszi uralkodót, majd szövetségeseivel délre indult és megostromolta Hérakleopoliszt, melynek uralkodója, Peftjauibaszt és a helyi núbiai parancsnokok Piye segítségét kérték. Piye gyorsan reagált az uralkodása 20. évében kitört krízisre: sereget küldött Közép- és Alsó-Egyiptom elfoglalására, és Thébába látogatott az éves Opet-ünnepre, ami bizonyítja, hogy ebben az időszakban már ő irányította Felső-Egyiptomot. Haditetteiről Gebel Barkalnál felállított győzelmi sztéléje tanúskodik.
Piye szent háborúnak tekintette hadjáratát, és katonáinak megparancsolta, hogy csata előtt rituálisan tisztálkodjanak meg, ő maga pedig áldozatot mutatott be Ámonnak.
Piye ezután északra vonult és Hérakleopolisznál teljes győzelmet aratott, meghódította többek közt Hermopoliszt és Memphiszt, majd fogadta a neki behódoló deltabeli uralkodókat, köztük a leontopoliszi II. Juputot, a taniszi IV. Oszorkont és korábbi szövetségesét, a  hermopoliszi Nimlotot. Hermopolisz öthónapos csata után esett el. Tefnaht egy deltabeli szigetre menekült és a núbiai királynak írt levelében elismerte vereségét, de nem volt hajlandó behódolni a kusita uralkodó előtt. Piye, győzelmével elégedetten délre hajózott, Thébába, majd visszatért Núbiába, és többé nem tért vissza Egyiptomba.
Sikeres deltabeli hadjárata ellenére uralma Thébától északra csak a nyugati sivatag oázisaiig terjedt ki, valamint Hérakleopoliszig, ahol vazallusaként Peftjauibaszt uralkodott. Alsó-Egyiptom helyi királyai gyakorlatilag azt tehettek, amit akartak. Ezen csak Piye utóda, Sabaka változtatott, amikor uralkodása második évében megtámadta Szaiszt és legyőzte Tefnaht utódját, Bakenranefet.

## Uralkodásának hossza
Piye legmagasabb ismert uralkodási dátuma a 24. év áradás (ahet) havának 10. napja, amit a Dakhla-oázis Széth-templomában, Mut el-Harabban talált kisebik dakhlai sztélé említ (Ashmolean Museum No.1894). Egy 2006-ban Deir el-Bahariban felfedezett vezírsír feliratai azonban megemlítik, hogy a vezír Piye 27. uralkodási évében halt meg. A Gebel Barkal-i nagy Ámon-templom reliefjei tanúskodnak arról, hogy Piye megünnepelte a szed-ünnepet, amit hagyományosan a 30. uralkodási évben tartanak meg. Vitatott, hogy ezek a reliefek történelmi eseményt ábrázolnak, vagy már jóval az ünnepség előtt elkészítették őket – mely esetben elképzelhető, hogy a király már a 30. év előtt meghalt –, de a vezír sírjának 2006-os felfedezése alátámasztja, hogy Piye több mint 24 évig volt trónon.
Kenneth Kitchen felvetette, hogy Piye 31 évig uralkodhatott, mert fennmaradt egy Sepszeszré Tefnaht nevű uralkodó 8. évére datált adománysztélé. Ez a Tefnaht valószínűleg Piye ellenfelével, a szaiszi uralkodóval azonos. Olivier Perdu azonban úgy tartja, ez a későbbi II. Tefnaht sztéléje, mert stilisztikailag hasonlít egy I. Nékó második évére datált sztéléhez.

## Sírja

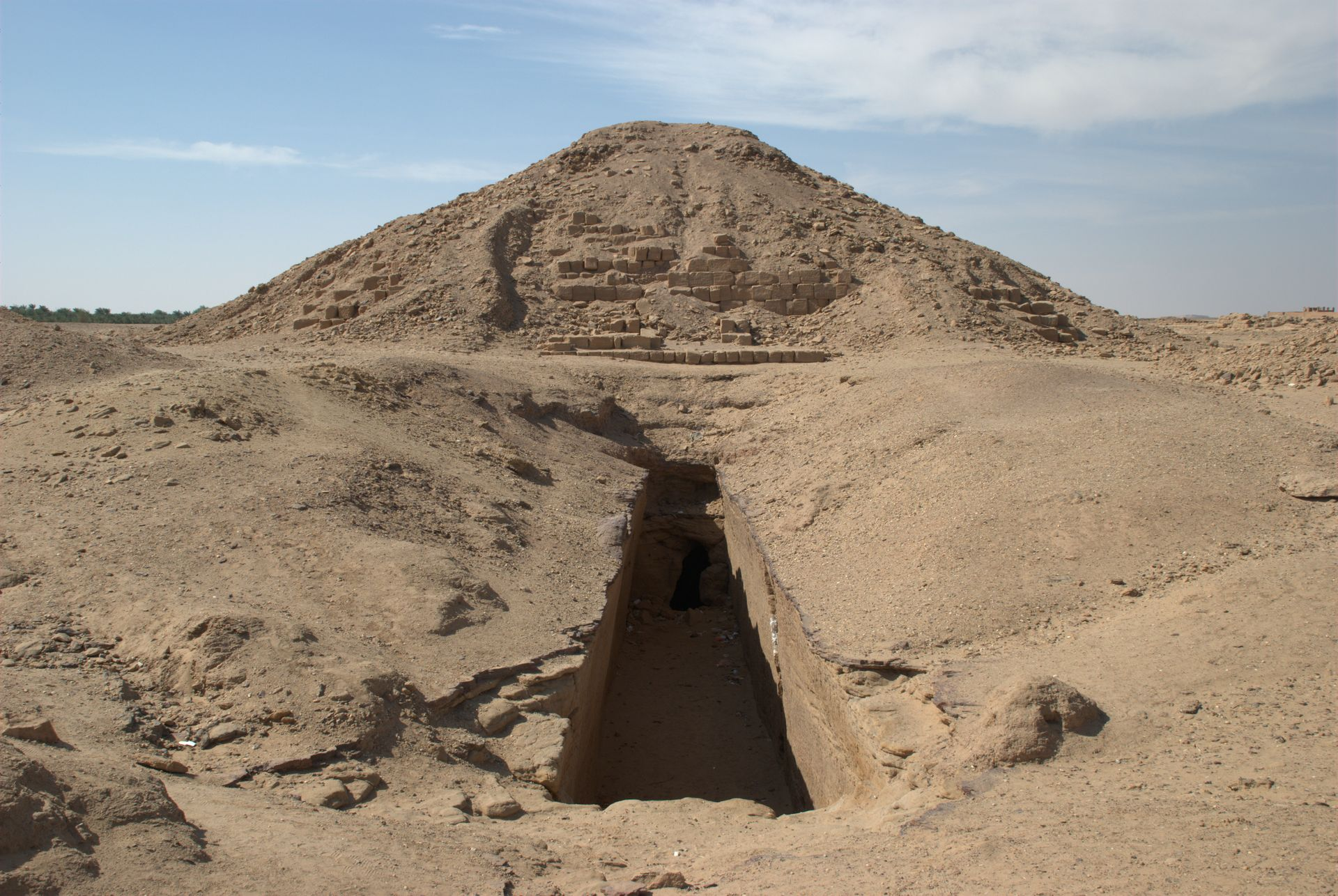
Piye piramisa El-Kurruban

Piye sírja a Gebel Barkal közelében, a mai Észak-Szudánban fekvő el-kurrui királyi temető legnagyobb piramisa, a Ku.1 mellett található. Bejárata kelet felé nyílik, tizenkilenc lépcső vezet le a sziklába vájt sírkamrához, melyet nyílt árokként vájtak a kőbe és gyámkövekkel alátámasztott tetővel fedték le. A fáraó testét núbiai hagyomány szerint ágyra fektették a kamra közepén egy kőpadon, melynek négy sarkát levágták, hogy beleillesszék az ágy négy lábát, mely így közvetlenül a kövön feküdt. Kijjebb, a temető szélénél Piye négy kedvenc lovát temették el; több mint 500 év óta ő volt az első fáraó, akit így temettek el. A sírba dinasztiája későbbi tagjai is temetkeztek.

## Az irodalomban
Christian Jacq A fekete fáraó című regényének főszereplője.

## Neve és titulatúrája
A fáraók titulatúrájának magyarázatát és történetét lásd az Ötelemű titulatúra szócikkben.
| G5 |

| G5 |

| F36 | N16 · N16 |

| F36 | N16 · N16 |

| F36 | N16 · N16 |

| F36 | N16 · N16 |

| G5 |

| G5 |

| F36 | N16 · N16 |

| F36 | N16 · N16 |

| F36 | N16 · N16 |

| F36 | N16 · N16 |

| G16 |

| G16 |

| F31 | U25 |

| F31 | U25 |

| G16 |

| G16 |

| F31 | U25 |

| F31 | U25 |

| G8 |

| G8 |

| O34 · I1 | N29 · N35 | W24 | w | A1 | Z3 |

| O34 · I1 | N29 · N35 | W24 | w | A1 | Z3 |

| G8 |

| G8 |

| O34 · I1 | N29 · N35 | W24 | w | A1 | Z3 |

| O34 · I1 | N29 · N35 | W24 | w | A1 | Z3 |

| M23 | L2 |

| M23 | L2 |

| ra | wsr | mA | mAa · a · t |

| ra | wsr | mA | mAa · a · t |

| ra | wsr | mA | mAa · a · t |

| ra | wsr | mA | mAa · a · t |

| ra | wsr | mA | mAa · a · t |

| ra | wsr | mA | mAa · a · t |

| ra | wsr | mA | mAa · a · t |

| ra | wsr | mA | mAa · a · t |

| M23 | L2 |

| M23 | L2 |

| ra | wsr | mA | mAa · a · t |

| ra | wsr | mA | mAa · a · t |

| ra | wsr | mA | mAa · a · t |

| ra | wsr | mA | mAa · a · t |

| ra | wsr | mA | mAa · a · t |

| ra | wsr | mA | mAa · a · t |

| ra | wsr | mA | mAa · a · t |

| ra | wsr | mA | mAa · a · t |

| G39 | N5 | \| \| |
|     |    |       |

|  |

| G39 | N5 | \| \| |
|     |    |       |

|  |

| p | i | i |

| p | i | i |

| p | i | i |

| p | i | i |

| p | i | i |

| p | i | i |

| p | i | i |

| p | i | i |

| G39 | N5 | \| \| |
|     |    |       |

|  |

| G39 | N5 | \| \| |
|     |    |       |

|  |

| p | i | i |

| p | i | i |

| p | i | i |

| p | i | i |

| p | i | i |

| p | i | i |

| p | i | i |

| p | i | i |

## Fordítás
- Ez a szócikk részben vagy egészben  a   Piye című angol Wikipédia-szócikk ezen változatának fordításán alapul.  Az eredeti cikk szerkesztőit annak laptörténete sorolja fel. Ez a jelzés csupán a megfogalmazás eredetét és a szerzői jogokat jelzi, nem szolgál a cikkben szereplő információk forrásmegjelöléseként.

## Bibliográfia
- Roberto B. Gozzoli: The Writing of History in Ancient Egypt during the First Millennium BC (ca. 1070–180 BC), Trends and Perspectives, London 2006, S. 54-67 ISBN 0-9550256-3-X